# Pomnik Stanisława Staszica w Poznaniu
Pomnik Stanisława Staszica w Poznaniu – pomnik działacza oświeceniowego, Stanisława Staszica, zlokalizowany w Poznaniu, przed budynkiem Zespołu Szkół Ekonomicznych tego samego patrona, przy ul. Marszałkowskiej 40 na obszarze jednostki pomocniczej Osiedle Grunwald Południe w rejonie Kasztelanowa.
Obiekt odsłonięto 4 września 1967 w obecności wiceministra Oświaty i Szkolnictwa Wyższego – Jana Szkopa. Projektantem był Ryszard Skupin. Założenie zajmuje dużą część skweru przed szkołą. Na betonowej płycie stoi niesymetrycznie ulokowana statua ze spiżowym popiersiem na piaskowcowym cokole. Od strony zachodniej (wejścia do budynku) widnieje duży napis Stanisław Staszic. Na samym postumencie odczytać można daty urodzenia i śmierci – 1755–1826.